# Happy Happy FRIDAY
Happy Happy FRIDAY（ハッピーハッピーフライデー）は、2015年12月4日から2022年9月30日までエフエム山口で放送されていた毎週金曜放送の夕方ワイド番組。通称：ハピふラ。

## 概要
放送開始の前週まで放送されていた『FRIDAY Bang! Bang! Highway』をリニューアルしたもの。
放送開始 - 2017年3月31日は仮名交じり表記の『はっぴーはっぴーフライデー』（略称：はぴフラ）であった。放送開始 - 2018年12月のオンエア曲は、新旧問わず邦楽のみで、アイドルソング・アニメソングがオンエアされることが多かったが、2019年1月のリニューアルより邦楽をメインに放送しつつ洋楽も流れるようになった。
放送開始 - 2018年3月30日はFM山口本社内の第1スタジオからの放送であったが、同年4月6日より新山口駅北口に新設されたサテライトスタジオ「0スタジオ」から放送されている。
放送時間は開始以来15:00 - 18:55であったが、2019年4月5日より13:30 - 18:55の5時間25分に拡大。縦長ワイドとしては過去3番目に長くなる。
2022年9月末をもって6年9か月の歴史に幕を下ろし、当枠は3年半ぶりに分割されることとなる。出演者もそれぞれに分かれることとなり、金光一昭はトクダトモヨとタッグを組んで県内アスリートを応援し、スポーツやアウトドアに特化した『スポ天!やまぐち』（13:30-14:55）を本社第1スタジオから担当。兼頭のぞみは新パーソナリティでピアニスト＆作曲家でもある磯部俊哉を据えた『Someday』（15:00-18:55）を引き続き「0スタジオ（ゼロスタ）」から担当する。。

## 出演

### パーソナリティ
- 金光一昭（元・エフエム山口アナウンサー）[6]

2003年に『MEN'S FOUR ビリビリFriday』を開始して以降19年間にわたって金曜の縦長ワイドを担当。2021年10月以降は『ビリフラMAX』以来12年半ぶりに担当番組のディレクターを兼務。
- 兼頭のぞみ（ローカルタレント。元・オレンジ☆みるふぃ〜ゆ リーダー）

番組開始から「まるっと!オレ☆みる」で出演、その後宮田の代役を務めたのち、2017年4月7日 - 2018年12月28日にパーソナリティを担当。2020年4月より復帰したが、2021年10月29日の放送をもって一旦産休入り。2022年3月4日から復帰。
- 佐藤けい（元・テレビ山口所属のフリーアナウンサー）

2021年11月5日より2022年2月25日まで兼頭の代打。兼頭とは『週末ちぐまや家族』で共演している。

### FMY Friday Special Report レポーター
- 瀬来未央

### MIKKOのHAPPY SMILE
- MIKKO（シンガーソングライター）

### 出演終了
- 宮田あやか（元・30POSSE） 番組開始 - 2017年3月31日。

本人が結婚し四国に移住するのに合わせて卒業。2021年10月からは『madapana』のパーソナリティとして復帰。さらに2022年7月29日は『madapana』をゼロスタから生放送していたことから冒頭に乱入した。
- オレンジ☆みるふぃ〜ゆ 番組開始 - 2018年3月30日。

まるっと!オレ☆みるのコーナーのみ。 オレンジ☆みるふぃ〜ゆの活動休止に伴い卒業。うち、リーダーの兼頭はメインパーソナリティへ異動。
- 小林愛子　2017年4月7日 - 2018年9月（天の声として）、2019年1月 - 2020年3月（パーソナリティ）

「どっちを選ぶの？★対決テレフォン！」のコーナー進行のみ。あくまで"天の声"と呼ばれており、名前は伏せられていた。また、新井道子が代役で担当する（彼女も名前は伏せられている。)こともあった。
- 藤澤香織　番組開始 - 2019年3月29日。

FMY Friday Special Report レポーター。

## 放送される内容（タイムテーブルより）
- 13:30 - オープニング
- 13:40 - ツイッター大喜利
- 14:15 - JFNラジオショッピング
- 14:20 - ティアラんのエンジン全開!
- 14:30 - 道路交通情報
- 15:10 - 丸久グループpresents ハピふラ クイズ研究会
- 15:30 - ハピふライントロクイズ
- 15:50 - 快適生活ラジオショッピング
- 16:00 - ハピふラ ゴルフ部
- 16:40 - ユニクロ山口店・防府店「Fashion is FREE」
- 17:05 - FMY Friday Special Report
- 17:30 - 道路交通情報
- 17:35 - 快適生活ラジオショッピング
- 17:40 - GO!GO!RENOFA
- 18:00 - 兼頭のぞみの「ちょっときかせて!」
- 18:10 - FM県民ダイアリー
- 18:15 - 献血ハートフルタイム
- 18:20 - 道路交通情報
- 18:25 - MIKKOのHAPPY SMILE
- 18:50 - 献血インフォメーション・エンディング

### 終了したコーナー
宮田あやか卒業と同時（2017年3月31日）に終了
- 15:10 - 丸久グループpresents宮田あやかの「コレッて、アレですよね!」

宮田が見たお題の物・動物・人物・地名などに対して、3つのヒント（うやむやな言い回しで3つ以上にヒントを言うこともある。）を出し、リスナーが回答を送る。正解者の中から、商品が贈られた。また、不正解者でも回答が面白いと判断されると、粗品が贈られた。
- 15:30 - 山口ほのぼの☆かわいい☆じゃんけんポン!

金光と宮田がそれぞれ、山口県内のほのぼのとした話題を紹介。リスナー投票により、人気があった話題を紹介した方が勝利する。投票結果は16:00に紹介された。
- 16:26 - ユニクロ山口店、防府店のUNIQLO Life BOOK

翌週からは朝ワイド番組、PURE Morningにて金曜日に「ユニクロ山口店・防府店のユニクロ～diary～」として放送されたが、2019年4月5日より上記「～サテライトストア」として再開した。
- 18:00 - かわいい☆アイドル解説委員会

宮田による、アイドル紹介のコーナー。
オレンジ☆みるふぃ〜ゆ卒業と同時（2018年3月30日）に終了
- 18:25 - まるっと!オレ☆みる

オレンジ☆みるふぃ〜ゆ情報のコーナー。
兼頭のぞみ卒業と同時（2018年12月28日）に終了
- 15:10 - 丸久グループ presents どっちを選ぶの?★対決テレフォン!

リスナーと金光・兼頭のいずれかが電話で早口言葉やクイズなどで対決。リスナーが勝利すると丸久グループの商品券1000円分が贈られる。パーソナリティが勝利するとキャリーオーバーとなり、翌週以降リスナーが勝利するまで1000円分ずつ加算される。
- 15:30 - のぞみ姫の!…大人になりたいの～試練の成長物語～

金光が執事"カーソン勅使河原"役で一般常識問題を出題、兼頭が令嬢"のぞみ姫"役となり回答するコーナー。正答率が低いと"お仕置き"という名ののぞみ姫の一発芸が披露される。
- 16:00 - ゼロスタマイク～0番線「のぞみ」があいりま～す
- 16:10 - いいモノみっけ-発見玉手箱-
- 18:00 - まいったネNEWSカウントダウン

世界で起きた"まいった"ニュースが3つ紹介される。
- 18:25 - It's A Nozomi World

兼頭のぞみの責任編集のコーナー。
小林愛子卒業と同時（2020年3月27日）に終了
- 15:10 - 丸久グループ presents ワタシクイズ

リスナーからの個人的2択クイズに金光・小林が解答。不正解だと丸久グループの商品券1000円分が贈られる。パーソナリティが正解するとキャリーオーバーとなり、翌週以降リスナーが勝利するまで1000円分ずつ加算される。
- 16:00 - （毎月最終金曜のみ）小林愛子のYamaguchiグル～リ
- 18:00 - アイコでSHOW!

## 年末年始の扱い
原則的に年末年始も放送されるが、年によっては休止することがある。ただし、例年、当番組内で放送される『GO! GO! RENOFA』やオレンジ★みるふぃ〜ゆによる特別番組を別番組に新春特番扱いで放送した。2020年度は12月30日にツイッター大喜利の特別版を放送した。
- 2020年1月3日：代替番組 - FRIDAY GOES ON! 〜あっ、それいただきっ!〜（JFNC）
- 2021年1月1日：代替番組 - 大予言スペシャル ～2021年はこうなる!?～（JFNC / 井門宗之、鈴元まい）[10]、Dance in the island ～周防大島に生きる(3)〜（FMY）◇FMY NEW YEAR SPECIAL ヤナセ presents 旅のしおり～GO OUT～（FMY）◇Stay home Movies 2020/2021（JFNC）